# Sámal Petersen
Sámal Petersen (født 3. juli 1904 i Klaksvík, død 7. oktober 1976) var en færøsk lærer og politiker (SF). Han var uddannet lærer fra Haslev Seminarium fra 1928, og arbejdede derefter som lærer i hjembyen Klaksvík frem til 1971. Han var kommunalbestyrelsesmedlem i Klaksvíkar kommuna fra 1939–1951 og 1959–1962, og var borgmester 1939–1943, 1949 og 1959–1961.
Petersen repræsenterede Sjálvstýrisflokkurin i Lagtinget fra 1957 til 1966, valgt for Norðoyar. Lagtingsformand fra 1963 til 1966. Derefter var han kommunal-, kultur- og skoleminister fra 1967 til 1972.